# Skobielewskaja
Skobielewskaja (ros. Скобелевская) – stanica w Rosji, w Kraju Krasnodarskim, w rejonie gulkiewickim. W 2021 liczyła 1162 mieszkańców.